# 4finance
4finance er en af Europas største online lånevirksomheder[kilde mangler], som tilbyder lån og kreditter med hurtig udbetaling, også kaldet kviklån. Virksomheden har afdelinger i 17 lande.
Virksomheden blev etableret i 2008 og har fra denne periode frem til i dag udbudt lån for over 4,0 milliarder euros.[kilde mangler] 
4finance har i øjeblikket mere end 3500 ansatte på verdensplan.
I Danmark har 4finance to produkter, VIVUS.DK og Zaplo.dk.

## Historie
4finance blev grundlagt i 2008 i Letland.
I 2009 blev den første, store marketingkampagne udsendt. Her kom 4finance også på det finske marked. Dette år nåede virksomheden op på mere end 100.000 kunder.
I 2012 blev virksomheden repræsenteret i flere lande – her kom kontorer i Danmark, Polen og Spanien. For første gang i virksomhedens historie blev der på blot én enkelt dag udbudt mere end 10.000 lån, og der var 4.000 nye, registrerede brugere. Det samlede antal registrerede brugere rundede 1 million.[kilde mangler]

## Kritik
Virksomheden har bl.a. fået kritik for at at have givet kunderne vildledende oplysninger, og for deres brug af skattely.
I Finland er virksomheden i 2014 og 2017 blevet straffet for deres forretningsmetoder.